# Tactical Studies Rules
TSR (Tactical Studies Rules Inc.) war eine im Jahr 1972 von Gary Gygax und Don Kaye zur Veröffentlichung der Regeln des Pen-&-Paper-Rollenspiels Dungeons & Dragons gegründete Firma. 

## Geschichte
Nachdem Don Kaye 1975 an einem Schlaganfall gestorben war, gründeten die übrigen Besitzer, Brian Blume und Gary Gygax, das Unternehmen TSR Hobbies, Inc. Die Aktiva von TSR wurden in die neue Firma übernommen, TSR wurde aufgelöst. Im Jahr 1983 wurde das Wort „Hobbies“ wieder aufgegeben.
Nach mehreren Fehlentscheidungen verschuldete sich das Unternehmen, und Gygax verließ die Firmenführung. Das neue Management schaffte es nicht, die Lage zu verbessern, und die Schulden wuchsen. Zusammen mit anderen Problemen wie schlechten Verkaufszahlen neuer Produkte und einer mangelhaften Lagerverwaltung brachte dies das Unternehmen an den Rand der Insolvenz.
TSR publizierte eine Vielzahl früher Rollenspiele wie Dungeons & Dragons, Boot Hill, Gamma World, Top Secret, Empire of the Petal Throne, Star Frontiers, Indiana Jones und Marvel Super Heroes. Außerdem gab sie die Zeitschriften Dragon und Dungeon heraus. Im Jahr 1984 begann TSR mit der Veröffentlichung von Romanen, die auf ihren Spielen basieren. Auch das Sammelkartenspiel Spellfire und das Sammelwürfelspiel Dragon Dice stammt von TSR. Weiter veröffentlichte TSR einige Regelerweiterungen für andere Epochen wie Wild West, Zweiter Weltkrieg und Mittelalter (Chainmail).
1984 geriet das Unternehmen in finanzielle Schwierigkeiten. Es wurde daraufhin in vier Subunternehmen mit unterschiedlichen Geschäftsbereichen aufgeteilt: TSR Inc. veröffentlichte Bücher und Spiele, TSR Ventures übernahm das Geschäft mit Lizenzen, TSR Worldwide das internationale Geschäft und Dungeons und Dragons Entertainment Corporation das Geschäft mit Comics. Ziel der Aufteilung war, dass der eventuelle Konkurs eines Unternehmensteils die profitablen Geschäfte der anderen Subunternehmen nicht schädigen sollte. Nach einigen Erfolgen begab sich das Unternehmen in eine Vielzahl von Prozessen um das, was es als sein geistiges Eigentum ansah. Es gab Verfahren um die Fragen, wie wer wann was entwickelt habe. Ein Höhepunkt wurde erreicht, als TSR Privatpersonen angriff, die Spielinformationen im Internet veröffentlichten. Dadurch bekam das Unternehmen den Ruf, gegen seine eigenen Kunden vorzugehen, auch weitere Produkte wie Regeln und Zubehör zu den Rollenspielwelten Greyhawk, Forgotten Realms und Dragonlance halfen ihm nicht. Dieses, in der Zielgruppe vielfach als rücksichtslos empfundene Verhalten von TSR, minderte die Popularität der Produkte stark, und viele Fans wechselten zu anderen Spielen wie Rolemaster und Palladium.
Wizards of the Coast kaufte das Unternehmen und seine Rechte zusammen mit Dungeons & Dragons und verschiedenem Kampagnenmaterial im Jahr 1997. Das TSR-Personal wurde in Wizards of the Coast eingegliedert, und TSR hörte auf, als eigenständige Firma zu existieren. 1999 wurde Wizards of the Coast selbst von Hasbro, Inc. aufgekauft.
Seit 2011 existiert wieder eine Firma mit diesem Namen, gegründet von den Söhnen von Gary Gygax: „We do own the trademark for TSR, and have since December of 2011. We are a new company, not the old TSR, as they were purchased by Wizards in the ›90s. The trademark was abandoned about nine years ago, and we registered it in 2011.“

## Trivia
Das S im Namen TSR wurde aufgrund des Verhaltens der Firma von empörten Spielern oft satirisch durch ein Dollarzeichen $ ersetzt. Dem Namen TSR wurden ebenfalls andere Bedeutungen zugesprochen wie „Too many Supplements Required“, ein Hinweis auf die Tendenz der Firma, für jede Kleinigkeit ein eigenes Werk herauszubringen. Diese Bücher wurden bekannt unter dem Namen „splatbook“.